# Maridi Airport
Maridi Airport är en flygplats i Sydsudan. Den ligger i den södra delen av landet, 240 kilometer väster om huvudstaden Juba. Maridi Airport ligger 726 meter över havet.
Terrängen runt Maridi Airport är platt. Närmaste större samhälle är Marīdi, 3,6 kilometer öster om Maridi Airport.
I omgivningarna runt Maridi Airport växer huvudsakligen savannskog. Runt Maridi Airport är det mycket glesbefolkat, med 2 invånare per kvadratkilometer.